# Prague Open II 2020
Il Prague Open II 2020, noto come RPM Prague Open 2020 per motivi di sponsorizzazione, è stato un torneo di tennis professionistico maschile facente parte della categoria Challenger 125, nell'ambito dell'ATP Challenger Tour 2020, con un montepremi di 137 560 €. È stata l'unica edizione Challenger del Prague Open II, torneo che fa parte normalmente dell'ITF World Tennis Tour. Si è giocato dal 24 al 30 agosto 2020 sui campi in terra rossa del Tenisový klub Spoje di Praga, in Repubblica Ceca.
Ha avuto inizio il giorno dopo la conclusione dell'I. ČLTK Prague Open 2020, a sua volta un Challenger 125 disputato a Praga sulla terra rossa ma sui campi dell'I. Českého Lawn–Tenisového klubu. Sono stati tra i primi tornei giocati dopo la lunga pausa del tennis professionistico dovuta alla pandemia di COVID-19. In particolare sono stati i primi due Challenger 125 di una serie di 4 consecutivi disputati in Repubblica Ceca organizzati con il contributo della locale Federazione Tennis per dare modo ai giocatori di preparare i successivi importanti tornei su terra rossa del circuito ATP senza dover affrontare eccessivi spostamenti, considerati rischiosi nel periodo del COVID-19.

## Partecipanti

### Teste di serie
| Nazionalità   | Giocatore               | Ranking* | Testa di serie |
| ------------- | ----------------------- | -------- | -------------- |
| Svizzera      | Stan Wawrinka           | 17       | 1              |
| Francia       | Pierre-Hugues Herbert   | 71       | 2              |
| Corea del Sud | Chung Hyeon             | 142      | 3              |
| Germania      | Yannick Maden           | 149      | 4              |
| Belgio        | Kimmer Coppejans        | 154      | 5              |
| Slovacchia    | Martin Kližan           | 159      | 6              |
| Francia       | Arthur Rinderknech      | 161      | 7              |
| Lettonia      | Ernests Gulbis          | 162      | 8              |
| Austria       | Sebastian Ofner         | 163      | 9              |
| Canada        | Steven Diez             | 165      | 10             |
| Regno Unito   | Jay Clarke              | 167      | 11             |
| Ucraina       | Serhij Stachovs'kyj     | 169      | 12             |
| Paesi Bassi   | Robin Haase             | 170      | 13             |
| Slovacchia    | Filip Horanský          | 171      | 14             |
| Paesi Bassi   | Botic van de Zandschulp | 173      | 15             |
| Kazakistan    | Dmitry Popko            | 176      | 16             |

- 1 Ranking del 16 marzo 2020.[5]

### Wild card
Giocatori che hanno ricevuto una wild card:
- Jonáš Forejtek
- Lukáš Klein
- Jiří Lehečka
- Michael Vrbenský
- Stan Wawrinka

### Qualificati
Giocatori che sono passati dalle qualificazioni:
- Marek Gengel
- Gonçalo Oliveira

## Vincitori

### Singolare
Aslan Karacev ha sconfitto  Tallon Griekspoor con il punteggio di 6–4, 7–6(6).

### Doppio
Sander Arends /  David Pel' hanno battuto in finale  André Göransson /  Gonçalo Oliveira per punteggio 7–5, 7–6.